# Georg von Helfenstein
Georg von Helfenstein, auch von Helffenstein (* um 1542; † 21. Oktober 1632 in Luxemburg) war ein römisch-katholischer Theologe, Weihbischof in Trier, Titularbischof von Azot (Aschdod) sowie Rektor der Universität Trier.

## Leben
Über die Abstammung des Georg von Helfenstein gibt die Quelllage keine sicheren Erkenntnisse. Möglicherweise war er ein illegitimer Spross der Familie von Helfenstein in Ehrenbreitstein.
Am 23. Oktober 1572 trat er in das Priesterseminar Collegium Germanicum zu Rom ein. 1585 promovierte er in Bologna zum Dr. theol.
Kaiser Rudolf II. setzte sich für ihn am 22. März 1580 für eine Präbende ein, die Helfenstein am 31. Oktober 1580 für das Stift Münstermaifeld verliehen wurde. Am 6. August 1582 folgte die Einführung in die Präbende, in deren Besitz er bis 1585/1586 blieb. 
Erzbischof Johann von Schönenberg ernannte ihn am 8. Mai 1588 zum Scholaster. Dieses Amt übte er bis 1626 aus. Am 13. Februar 1590 
machte ihn der Erzbischof zum Dekan von St. Simeon in Trier. Im März 1590 unternahm er mit diplomatischem Auftrag einen Ad-limina-Besuch beim Papst Sixtus V.
Im Sommer 1591 wurde er zum Rektor der Universität Trier gewählt. 
Am 24. November 1598 wurde er Weihbischof in Trier. Die Weihe zum Titularbischof von Azotus folgte am 1. November 1599.
Er war ín die Hexenprozesse verwickelt. 
Am 7. Mai 1613 nahm er an der Grundsteinlegung zur Jesuitenkirche in Luxemburg teil und konsekrierte diese am 7. Oktober 1621. 
1631 floh er vor den schwedischen Truppen nach Luxemburg. 

## Weihehandlungen (Auswahl)
- 7. Juni 1621 Jesuitenkirche in Luxemburg